# Skærmtrolden Hugo (videogioco)
Skærmtrolden Hugo (traducibile "Hugo il troll dello schermo") è un videogioco d'azione pubblicato nel 1991 per Amiga, Commodore 64 e MS-DOS dalla software house danese SilverRock Productions. Apparve inizialmente nel 1990 per il gioco televisivo interattivo Skærmtrolden Hugo, all'interno del programma contenitore di TV 2 Eleva2ren; eseguito da un sistema basato su un Amiga 3000 modificato, permetteva ai concorrenti di partecipare da casa utilizzando come controlli i tasti del telefono fisso.
Come videogioco di Eleva2ren fu il successore di Oswald e Super Oswald.
La versione Commodore 64 uscì soltanto su cartuccia ed è il primo di tre giochi su tale supporto realizzati dalla SilverRock, seguito da Guldkorn Expressen e Harald Hårdtand.
Skærmtrolden Hugo diede inizio alla lunga serie di Hugo; vennero prodotti altri giochi con Hugo per la trasmissione, e numerosi titoli per piattaforme domestiche, anche molti anni dopo la chiusura. Il gioco originale riapparve nella raccolta per PC Hugo Gold (1998), leggermente modificato, e come remake per dispositivi mobili intitolato Hugo Retro Mania (2011).

## Modalità di gioco
Hugo è un troll amichevole con aspetto da cartone animato e deve attraversare il labirinto di gallerie di una miniera. A inizio partita si può optare tra le modalità TV-Version, fedele al gioco televisivo originale, e Arcade-Version, che differisce per labirinto più esteso e maggiore difficoltà.
Il personaggio viene mostrato di spalle mentre corre continuamente lungo la galleria, che scorre con visuale tridimensionale. Il giocatore può farlo balzare sul lato sinistro o destro del percorso, in modo da raccogliere mucchietti d'oro per guadagnare punti e scansare la dinamite che esplode al suo passaggio. Agli incroci tra gallerie Hugo si ferma e compaiono frecce che indicano le possibili direzioni selezionabili da seguire. Alcune di esse hanno binari ferroviari e si deve evitare di imboccarle contromano per non scontrarsi con i carrelli della miniera. Si può consultare una mappa della miniera con la posizione attuale, ma ogni visualizzazione costa la detrazione di un mucchietto d'oro dal punteggio base. A disposizione vi sono tre vite e un tempo limite rappresentato da una miccia accesa.
Trovata l'uscita si passa a un secondo livello dove Hugo, con la stessa prospettiva, corre lungo un ponte sospeso di legno disseminato di buchi. Qui egli non può spostarsi lateralmente, ma deve solo saltare per non precipitare nel fiume.
Superato il ponte c'è un'ultima sequenza nella quale bisogna scegliere obbligatoriamente una delle tre porte: dietro si potrebbe celare altro oro, oppure un minatore che tira una leva e fa cadere Hugo in una botola.